# Acrotriche affinis
Acrotriche affinis är en ljungväxtart som beskrevs av Dc. Acrotriche affinis ingår i släktet Acrotriche och familjen ljungväxter. Inga underarter finns listade i Catalogue of Life.